# Równanie Dupuita-Forchheimera
Równanie Dupuita-Forchheimera – równanie opisujące proces filtracji nieliniowej. Równanie to jest postaci:
{\displaystyle I=aV+bV^{2},}
gdzie {\displaystyle V} oznacza prędkość, a współczynniki {\displaystyle a} i {\displaystyle b} są wyznaczane doświadczalnie. Pierwszy człon równania reprezentuje opór ruchu laminarnego (liniowego), a drugi człon opór ruchu turbulentnego. Przy dużej prędkości ruchu, opór ruchu laminarnego może być pominięty i równanie sprowadza się wówczas do postaci:
{\displaystyle I=bV^{2}.}
Po przekształceniach:
{\displaystyle V={\sqrt {{\tfrac {1}{b}}I}}}
{\displaystyle k={\sqrt {\tfrac {1}{b}}}}
gdzie {\displaystyle V} to prędkość filtracji, {\displaystyle k} – współczynnik filtracji, a {\displaystyle I} oznacza spadek ciśnienia.
Otrzymany po przekształceniach wzór
{\displaystyle V=K{\sqrt {I}}}
nazywa się równaniem Chezy-Krasnowskiego.